# Aire urbaine d'Yssingeaux
L'aire urbaine d'Yssingeaux est une aire urbaine française située dans le département de la Haute-Loire et la région Auvergne-Rhône-Alpes.

## Données générales
En 2010, selon l'Insee, l'aire urbaine d'Yssingeaux est composée de deux communes, situées dans le département de la Haute-Loire.
Au 1er janvier 2015, elle compte une population de 7 553 habitants.

## Composition
L'aire urbaine d'Yssingeaux est composée des deux communes suivantes :
| Nom        | Code Insee | Statut | Superficie (km2) | Population (dernière pop. légale) | Densité (hab./km2) |
| ---------- | ---------- | ------ | ---------------- | --------------------------------- | ------------------ |
| Bessamorel | 43028      |        | 7,37             | 448 (2022)                        | 61                 |
| Yssingeaux | 43268      |        | 80,57            | 7 380 (2022)                      | 92                 |

## Évolution démographique
L'évolution démographique ci-dessous concerne l'aire urbaine selon le périmètre défini en 2010.
| 1968  | 1975  | 1982  | 1990  | 1999  | 2010  | 2015  |
| ----- | ----- | ----- | ----- | ----- | ----- | ----- |
| 5 804 | 6 120 | 6 490 | 6 393 | 6 821 | 7 418 | 7 553 |

## Pour approfondir